# Simard (Saône-et-Loire)
Simard est une commune française située dans le département de Saône-et-Loire, en région Bourgogne-Franche-Comté.

## Géographie
Commune bressane située sur la RD 996, à 10 km de Louhans et 30 km de Chalon-sur-Saône.

### Climat
Pour des articles plus généraux, voir Climat de la Bourgogne-Franche-Comté et Climat de Saône-et-Loire.
En 2010, le climat de la commune est de type climat océanique dégradé des plaines du Centre et du Nord, selon une étude du Centre national de la recherche scientifique s'appuyant sur une série de données couvrant la période 1971-2000. En 2020, Météo-France publie une typologie des climats de la France métropolitaine dans laquelle la commune est exposée à un climat semi-continental et est dans la région climatique Bourgogne, vallée de la Saône, caractérisée par un bon ensoleillement (1 900 h/an), un été chaud (18,5 °C), un air sec au printemps et en été et des vents faibles.
Pour la période 1971-2000, la température annuelle moyenne est de 11 °C, avec une amplitude thermique annuelle de 17,7 °C. Le cumul annuel moyen de précipitations est de 973 mm, avec 11,6 jours de précipitations en janvier et 7,9 jours en juillet. Pour la période 1991-2020, la température moyenne annuelle observée sur la station météorologique de Météo-France la plus proche, « Montpont », sur la commune de Montpont-en-Bresse à 18 km à vol d'oiseau, est de 11,8 °C et le cumul annuel moyen de précipitations est de 1 026,2 mm. 
La température maximale relevée sur cette station est de 40,3 °C, atteinte le 31 juillet 2020 ; la température minimale est de −16,5 °C, atteinte le 20 décembre 2009,,.
Les paramètres climatiques de la commune ont été estimés pour le milieu du siècle (2041-2070) selon différents scénarios d'émission de gaz à effet de serre à partir des nouvelles projections climatiques de référence DRIAS-2020. Ils sont consultables sur un site dédié publié par Météo-France en novembre 2022.

## Urbanisme

### Typologie
Au 1er janvier 2024, Simard est catégorisée commune rurale à habitat dispersé, selon la nouvelle grille communale de densité à sept niveaux définie par l'Insee en 2022.
Elle est située hors unité urbaine. Par ailleurs la commune fait partie de l'aire d'attraction de Louhans, dont elle est une commune de la couronne,. Cette aire, qui regroupe 15 communes, est catégorisée dans les aires de moins de 50 000 habitants,.

### Occupation des sols
L'occupation des sols de la commune, telle qu'elle ressort de la base de données européenne d’occupation biophysique des sols Corine Land Cover (CLC), est marquée par l'importance des territoires agricoles (92,8 % en 2018), en diminution par rapport à 1990 (96 %). La répartition détaillée en 2018 est la suivante : terres arables (37,5 %), zones agricoles hétérogènes (30,9 %), prairies (24,5 %), zones urbanisées (6,1 %), forêts (1,1 %). L'évolution de l’occupation des sols de la commune et de ses infrastructures peut être observée sur les différentes représentations cartographiques du territoire : la carte de Cassini (XVIIIe siècle), la carte d'état-major (1820-1866) et les cartes ou photos aériennes de l'IGN pour la période actuelle (1950 à aujourd'hui).

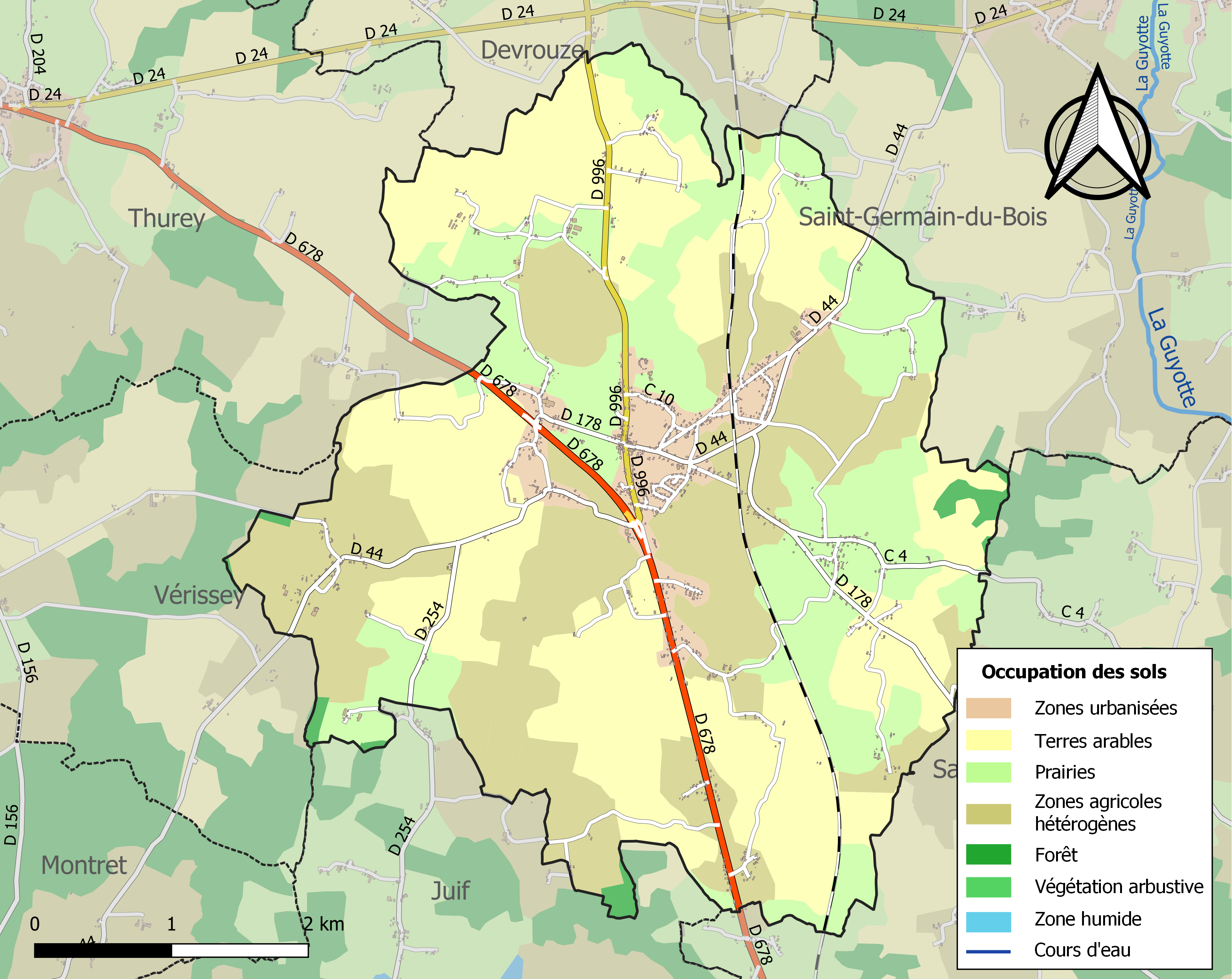
Carte des infrastructures et de l'occupation des sols de la commune en 2018 (CLC).

## Histoire
Il existe de probables traces d'un cimetière burgonde au lieu-dit « les Arsières », attestant de la présence d'une civilisation à Simard à la fin de l'Antiquité ou au début du Moyen Âge.
La paroisse, sous le vocable saint Pierre, faisait partie de l’archiprêtré de Branges, du diocèse de Chalon. La fête patronale avait lieu pour la Saint-Pierre le 29 juin ou le dimanche suivant.
1875 : translation du cimetière (qui deviendra une place publique en 1889).
Le 23 août 1944, les troupes allemandes en retraite massacrent une dizaine de personnes à Simard. Un odonyme local ( Rue du 23-Août-1944) rappelle cet événement.

## Politique et administration

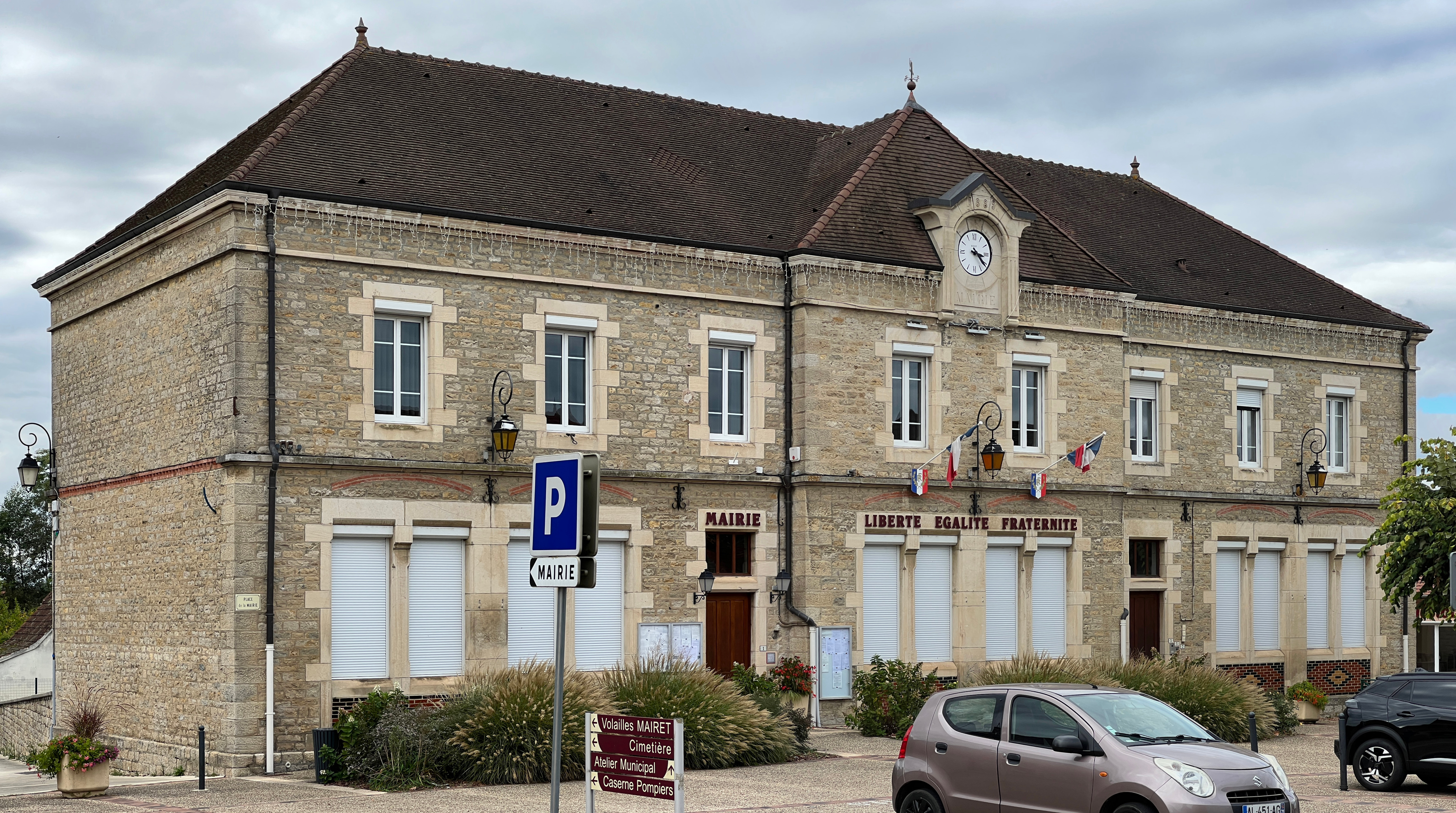
Mairie.

### Tendances politiques et résultats

#### Élections législatives
Le village de Simard faisant partie de la quatrième circonscription de Saône-et-Loire, place lors du 1er tour des élections législatives françaises de 2017, Stéphane Gros (LR) avec 24,25 % des suffrages. Mais lors du second tour, il s'agit de Cécile Untermaier (PS) qui arrive en tête avec 58,63 % des suffrages.

### Liste des maires de Simard
| Période                                  | Période   | Identité           | Étiquette            | Qualité                           |
| ---------------------------------------- | --------- | ------------------ | -------------------- | --------------------------------- |
| mars 1959                                | mars 1965 | Louis Rebillard    |                      |                                   |
| mars 1965                                | 1997      | Fernand Cavard     | RI puis UDF puis UMP | Conseiller général de 1970 à 2008 |
| 10 janvier 1997                          | En cours  | Jean-Marc Aberlenc |                      |                                   |
| Les données manquantes sont à compléter. |           |                    |                      |                                   |

## Démographie
L'évolution du nombre d'habitants est connue à travers les recensements de la population effectués dans la commune depuis 1793. Pour les communes de moins de 10 000 habitants, une enquête de recensement portant sur toute la population est réalisée tous les cinq ans, les populations de référence des années intermédiaires étant quant à elles estimées par interpolation ou extrapolation. Pour la commune, le premier recensement exhaustif entrant dans le cadre du nouveau dispositif a été réalisé en 2008.

En 2022, la commune comptait 1 175 habitants, en évolution de −4,16 % par rapport à 2016 (Saône-et-Loire : −1,06 %, France hors Mayotte : +2,11 %).
| 1793  | 1800  | 1806  | 1821  | 1831  | 1836  | 1841  | 1846  | 1851  |
| ----- | ----- | ----- | ----- | ----- | ----- | ----- | ----- | ----- |
| 1 291 | 1 343 | 1 344 | 1 487 | 1 499 | 1 466 | 1 511 | 1 538 | 1 557 |

| 1856  | 1861  | 1866  | 1872  | 1876  | 1881  | 1886  | 1891  | 1896  |
| ----- | ----- | ----- | ----- | ----- | ----- | ----- | ----- | ----- |
| 1 501 | 1 495 | 1 514 | 1 569 | 1 583 | 1 579 | 1 555 | 1 583 | 1 532 |

| 1901  | 1906  | 1911  | 1921  | 1926  | 1931  | 1936  | 1946  | 1954  |
| ----- | ----- | ----- | ----- | ----- | ----- | ----- | ----- | ----- |
| 1 529 | 1 530 | 1 502 | 1 331 | 1 265 | 1 239 | 1 161 | 1 092 | 1 075 |

| 1962  | 1968  | 1975 | 1982 | 1990 | 1999 | 2006  | 2008  | 2013  |
| ----- | ----- | ---- | ---- | ---- | ---- | ----- | ----- | ----- |
| 1 056 | 1 023 | 942  | 997  | 944  | 877  | 1 058 | 1 104 | 1 217 |

| 2018  | 2022  | - | - | - | - | - | - | - |
| ----- | ----- | - | - | - | - | - | - | - |
| 1 189 | 1 175 | - | - | - | - | - | - | - |

## Vie locale

### Culte
Simard est rattachée à la paroisse de la Sainte-Trinité-en-Bresse, créée en 2000, qui compte 23 bourgs (et dont le siège se trouve à Saint-Germain-du-Bois).

## Lieux et monuments
Est à voir à Simard : 
- l'église Saint-Pierre.

L'ancienne église a été démolie et l'église actuelle a pu être construite au même endroit, à partir de 1868, en briques et façade en pierre, sur les plans d’André Berthier (1811-1873), architecte départemental. En revanche, ce n'est que plus tard que l'on s'est attelé au clocher, en 1882 (il ne fut achevé qu'en 1886). De forme quadrangulaire, avec sa pyramide à quatre pans, ce clocher-porche de style néo-roman est creusé de deux baies jumelles en plein cintre par face, à l'étage du beffroi.

## Personnalités liées à la commune
Parmi les personnalités attachées à l'histoire de Simard figurent :
- Jean-Joseph Petiot, député aux États généraux de 1789 pour le bailliage de Chalon, qui y est né en 1751 ;
- Jean-Claude Genet et son épouse Marthe, reconnus Justes parmi les nations par le mémorial de Yad Vashem consacré aux victimes de la Shoah le 27 décembre 2004 (ces cultivateurs de Simard avaient recueilli en 1943 un enfant juif âgé de onze ans, Henri Cwajg, à la demande de sa mère, cachée elle aussi dans les environs)[20].

## Pour approfondir